# Grote veldhommel
De grote veldhommel (Bombus magnus) is een zeldzame hommel. De nestzoekende koninginnen zijn te zien vanaf eind april tot eind mei, de werksters vanaf begin mei tot in september en de mannetjes vanaf half juli tot eind september.
De grote veldhommel lijkt op de aardhommel en heeft net als deze een witte achterlijfspunt, maar de gele band aan de voorzijde van het borststuk loopt door tot ruimschoots onder de vleugelbasis. Het achterste deel van het borststuk (scutellum) heeft vaak gele haren. De koningin is 22-28 mm, de werkster 8-18 mm en het mannetje 14-18 mm lang. De vleugels van de koningin hebben een spanwijdte van 38-42 mm, die van de werksters 22-34 mm en die van de mannetjes 29-35 mm. De tong van de koningin is 9-10 mm lang en die van de werksters 8-9 mm.
Een volgroeide kolonie bestaat uit maximaal driehonderd werksters. Het nest zit in de grond.
Belangrijke drachtplanten voor de grote veldhommel zijn stinkende ballote, esparcette, stalkruid, dovenetel, dophei, springzaad, robinia, rode klaver, witte klaver, hartgespan, wilg.

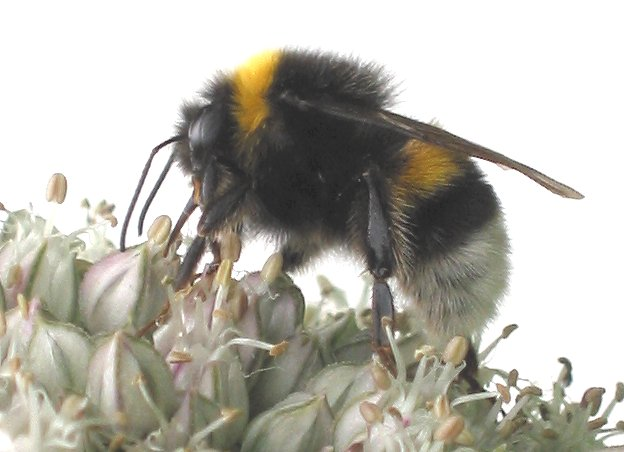
Grote veldhommel op prei